# Rondeletia
Rondeletia  é um género botânico pertencente à família Rubiaceae. Também conhecida como Rosa do Panamá.
- Commons
- Wikispecies

## Sinonímia
| - Arachnimorpha Desv. - Arachnothryx Planch. - Javorkaea Borhidi & Járai-Koml. - Lightfootia Schreb. - Peteria Raf. | - Petesia P. Browne - Rogiera Planch. - Willdenovia J.F. Gmel. - Zalmaria B.D. Jacks. - Zamaria Raf. |

## Espécies
- Rondeletia amoena
- Rondeletia galeottii
- Rondeletia jurgensenii
- Rondeletia leucophylla
- Rondeletia odorata
- Lista completa

## Classificação do gênero
| Sistema | Classificação                      | Referência               |
| ------- | ---------------------------------- | ------------------------ |
| Linné   | Classe Pentandria, ordem Monogynia | Species plantarum (1753) |